# Coelioxys somalina
Coelioxys somalina är en biart som beskrevs av Paolo Magretti 1895.
Coelioxys somalina ingår i släktet kägelbin och familjen buksamlarbin. Inga underarter finns listade i Catalogue of Life.